# Thraupidae
La familia de los  tráupidos (Thraupidae) es un numeroso y diversificado grupo de aves paseriformes pertenecientes al suborden Passerida, que incluye alrededor de 381 a 410 especies —dependiendo de la clasificación considerada— en 107 géneros, muchos de los cuales monotípicos. Son nativas de la zona neotropical, donde se distribuyen desde México, a través de América Central, del Caribe, y América del Sur hasta el extremo sur del continente, incluyendo las islas Galápagos e islas del Atlántico sur. Es uno de los dos mayores conjuntos de paseriformes encontrados en el Neotrópico (representando 4% de todas las especies de aves del mundo y 12% de las aves neotropicales) y se diversificaron desde aquellos que colonizaron la región desde el norte millones de años atrás. Poseen algunas de las más espectaculares y sui generis combinaciones de colores y patrones encontradas en todas las aves; las variaciones morfológicas son tan significativas que van desde los picos ganchudos de los pinchaflores (Diglossa) hasta los robustos picos quebradores de semillas de los pinzones de Darwin. La dieta de la mayoría consiste de semillas, frutos e insectos. Los sistemas de apareamiento de este diversificado y brillantemente adornado grupo son sorprendentemente monógamos. Es realmente sorprendentemente que, como en los cardinálidos (Cardinalidae), la causa de la espectacular diversidad de plumajes no parece ser la simple selección sexual.

## Etimología
El nombre de la familia deriva del género tipo: Thraupis F. Boie, 1826, que etimológicamente proviene de la palabra griega «θραυπίς thraupis»: pequeño pájaro desconocido mencionado por Aristóteles, tal vez algún tipo de pinzón; en ornitología thraupis significa «tangara».

## Hábitat
Los tráupidos habitan en prácticamente todos los ambientes terrestres neotropicales, desde selvas húmedas, manglares, matorrales sazonales o pastizales áridos, hasta altitudes puneñas y andinas, laderas rocosas, y campos nevados. Pueden ser encontrados en 20 de las 22 regiones zoogeográficas y en 27 de los 29 hábitats terrestres del Neotrópico.

## Características

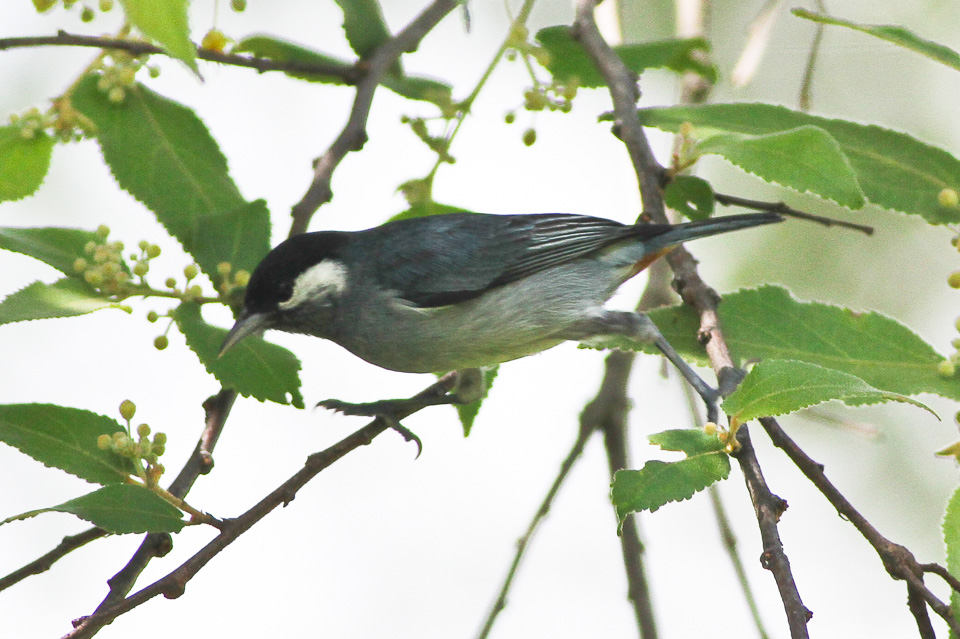
Conirostrum leucogenys), el menor tráupido.

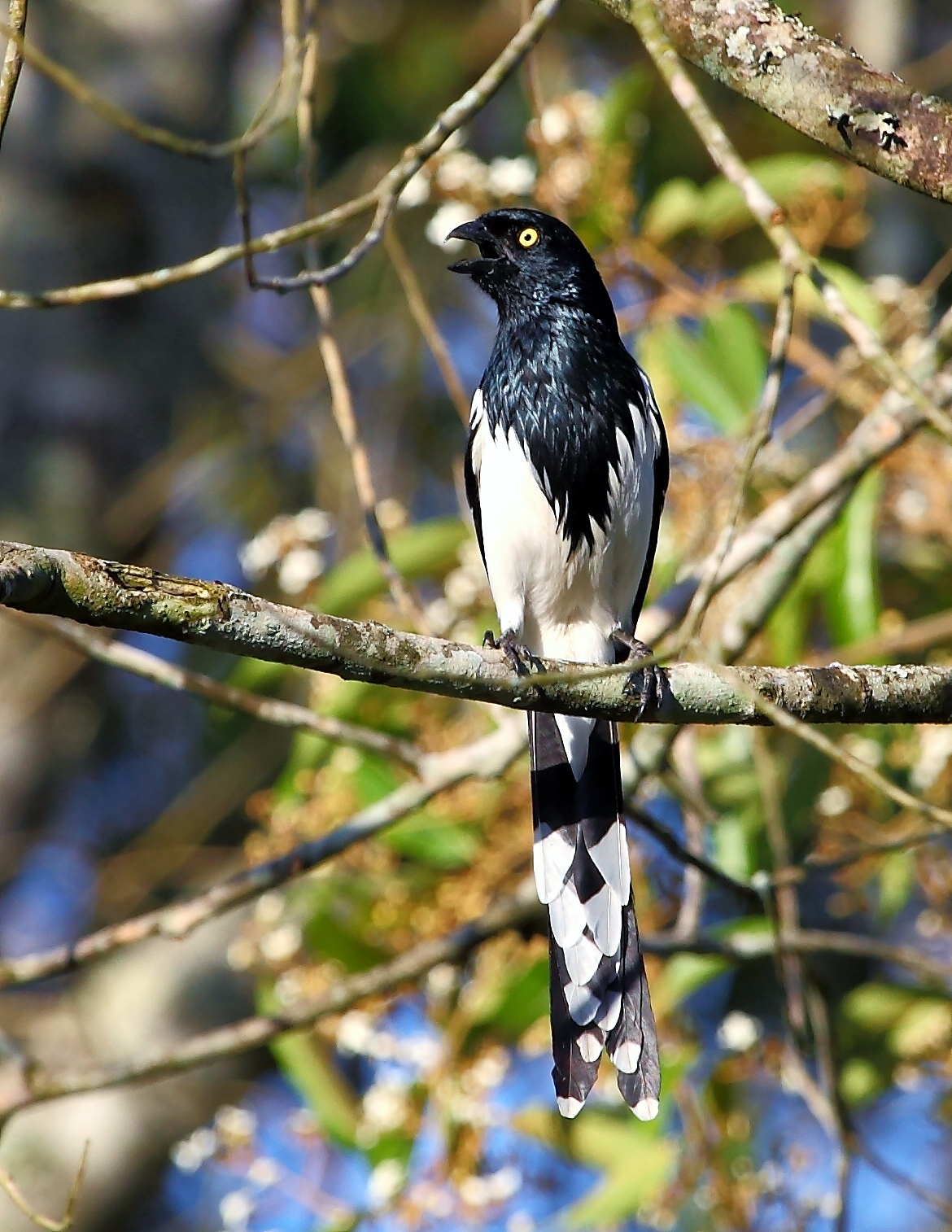
Cissopis leverianus), el mayor tráupido.

Los tráupidos son aves de tamaño pequeño a medio, los menores son el conirrostro orejiblanco (Conirostrum leucogenys) que mide 9,5 cm de longitud y pesa 6 g, ligeramente menor que el mielerito reluciente (Cyanerpes lucidus) que mide 11 cm, mientras que el mayor, la tangara urraca (Cissopis leverianus) mide 29 cm, en parte gracias a su larga cola y pesa 76 g, pero el de mayor cuerpo y peso es la tangara coroniblanca (Sericossypha albocristata), que mide en promedio 24 cm y pesa 114 g.
No hay características morfológicas comunes a todas las especies, pero algunas se pueden destacar: el plumaje terroso en muchos semilleros, muy colorido y de patrón sui generis en las especies frugívoras y nectarívoras; las alas de medias a largas y la cola de longitud media; el cuerpo de pequeño a medio, de formato cilíndrico ovoidal, de porte horizontal en la mayoría; el pico de corto a medio, fino, curvado y puntiagudo en las especies nectarívoras, cónico en los granívoros, inflado en mucho frugívoros; la cabeza de pequeña a media, con el pescuezo corto y grueso; las patas y pies generalmente de cortos a medios; los machos frecuentemente son más brillantemente coloridos y de patrón distinguido que las hembras, pero una cantidad significativa de especies no presenta dimorfismo sexual.

## Comportamiento

### Alimentación

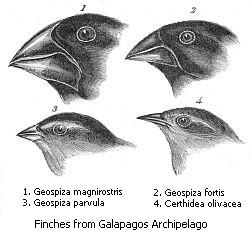
Diversidad de picos de los pinzones de Darwin.

Los tráupidos tienen una vasta variedad de perfiles del pico, adecuados a su dieta, lo que incluye insectívoros, frugívoros, nectarívoros, granívoros y prácticamente cualquier combinación intermediaria. Así como sus dietas variadas, las estrategias de forrajeo son igualmente diversificadas, incluyendo rebuscar el follaje, picotear, cazar en vuelo, y revirar el suelo. Algunos se especializan en fuentes de alimento de acuerdo a un determinado tipo de pico. Uno de esos grupos, es el de los pinchaflores Diglossa, que usan su pico ganchudo para agujerear la base de las flores para robar el néctar, evitando el estambre y el pistilo de la flor para obtener su alimento. Otras especies que se alimentan de néctar, como los mieleros (Cyanerpes y otros), usan sus largos picos curvados para explorar dentro de flores. Algunas pocas especies insectívoras siguen enjambres de hormigas legionarias para capturar las presas por ellas espantadas, aunque ninguno es totalmente dependiente de esta estrategia como algunos tamnofílidos.

### Reproducción
Los tráupidos son primariamente monógamos y ambos sexos cuidan de las crías. Hay algunas evidencias de que unas pocas especies, notoriamente los Ramphocelus, pueden ser polígamos. Algunas especies, como varios Tangara, son conocidas por tener «ayudantes» para alimentar los polluelos. Los nidos de la mayoría de las especies son tazas simples construidas con tallos, hierbas, hojas y otros materiales vegetales, que son colocados en una variedad de lugares. Algunas especie, como los pinzones Geospiza construyen nidos esféricos de hierbas; otro, el chirigüe azafranado Sicalis flaveola, regularmente se sirve de nidos de barro abandonados de horneros Furnarius, y la tangara golondrina (Tersina viridis) anida en cavidades o agujeros preexistentes, o cava su propio agujero en suelo blando. Esta familia también contiene el único paseriforme conocido que anida directamente en hielo glaciar, la diuca aliblanca (Idiopsar speculifer). Las hembras de esta familia típicamente ponen de uno a cuatro huevos, siendo uno a dos más común en las especies de tierras bajas. Solamente las hembras incuban los huevos, lo que lleva entre doce a catorce días. Generalmente ambos sexos colaboran en la alimentación de los polluelos, que abandonan el nido después de once a veinte días, siendo que aquellos con nidos expuestos cerca del suelo son los que antes lo abandonan. Los cuidados posteriores al abandono del nido varían desde ninguno hasta cuidados ocasionales por los padres que duran meses.

### Vocalizaciones
Los tráupidos en general no son particularmente canoros, sin embargo algunas especies, por ejemplo las Sporophila tienen agradables cantos musicales elaborados y complejos, lo que las hace especialmente atractivas para el comercio de aves de jaula.

## Estado de conservación

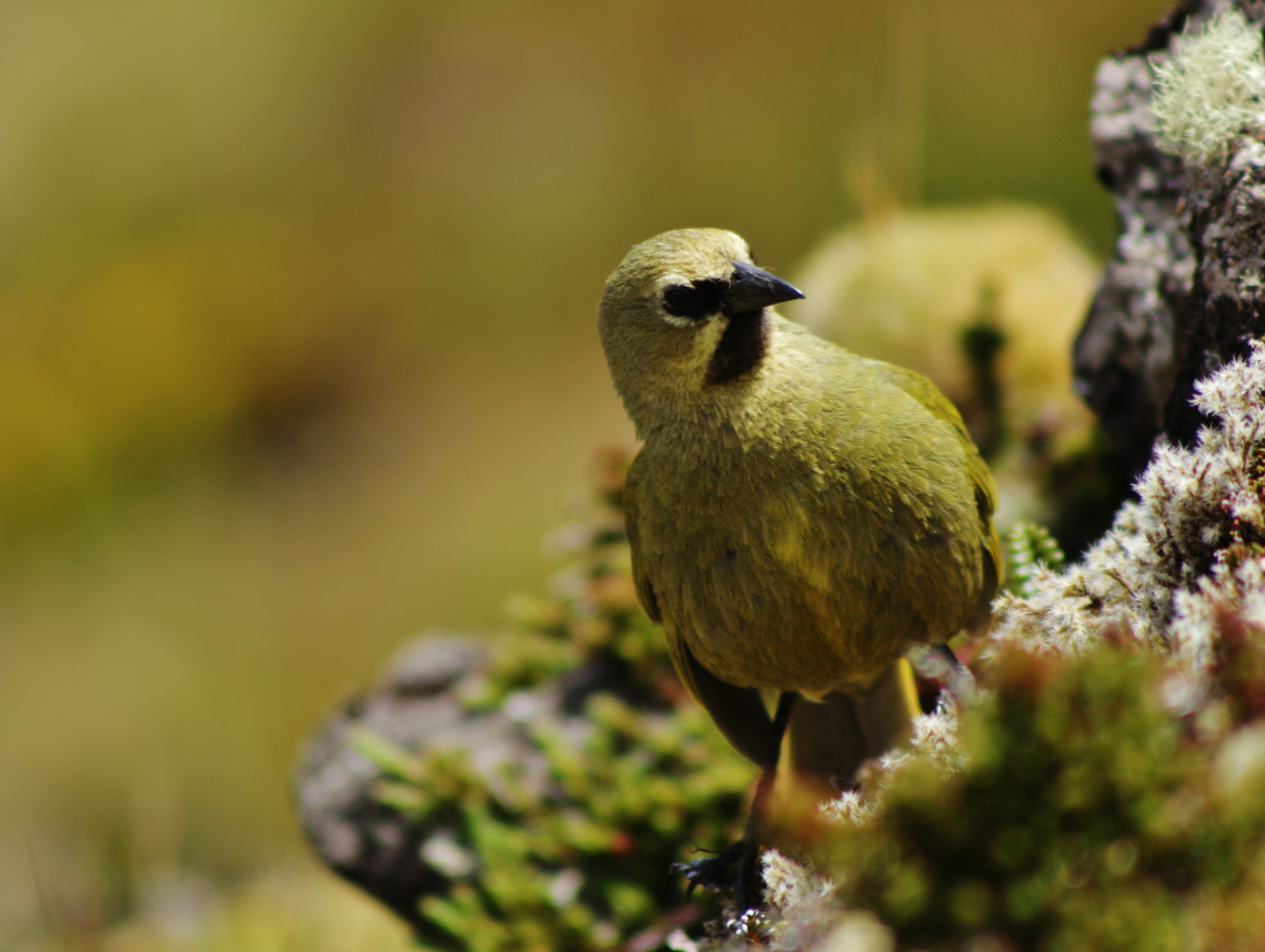
El yal de Gough (Rowettia goughensis), ave críticamente amenazada de extinción.

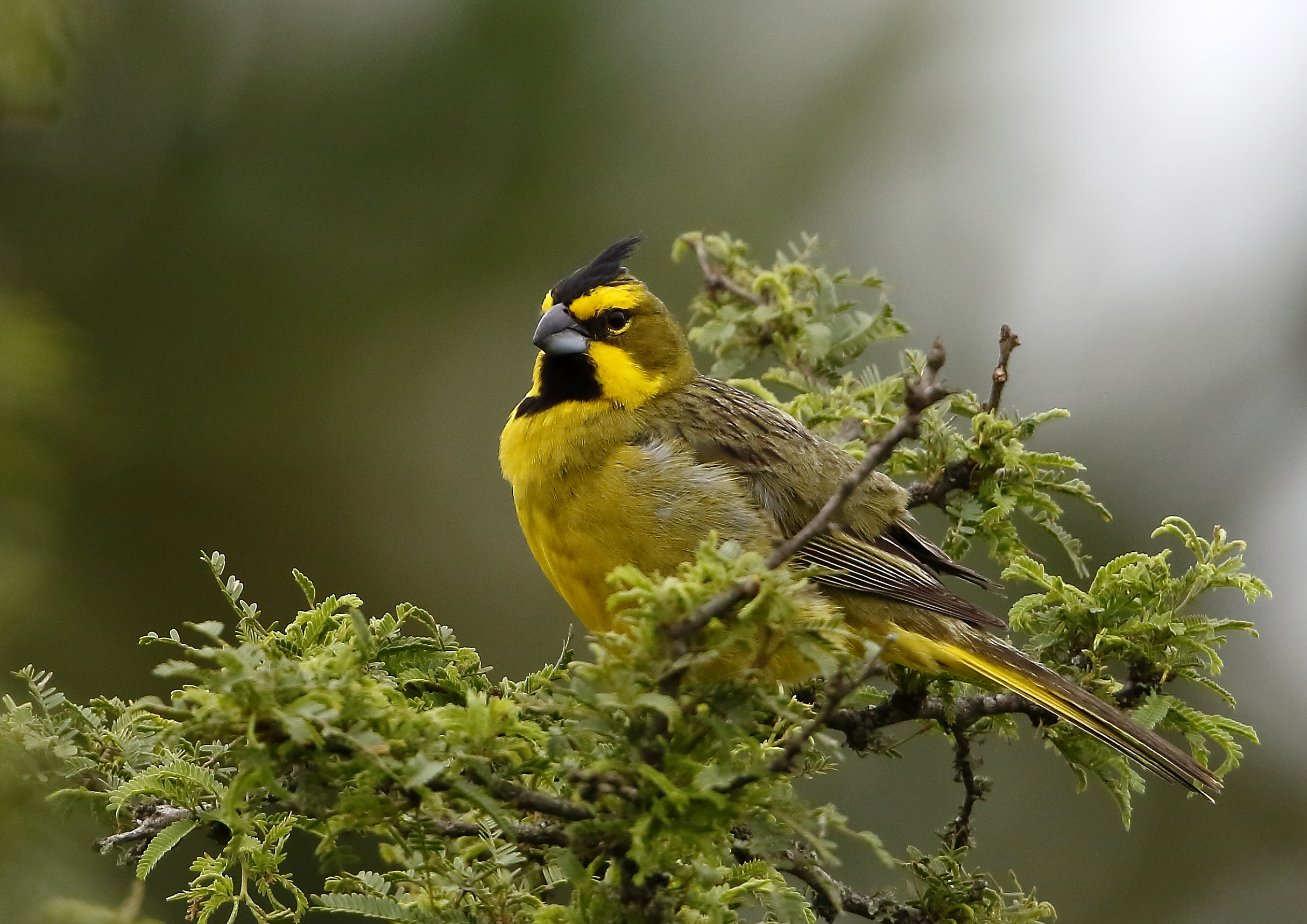
El cardenal amarillo (Gubernatrix cristata, ave amenazada de extinción debido a la captura para ave de jaula.

La destrucción y degradación de su hábitat por el hombre es la principal amenaza a los tráupidos. La deforestación, las quemadas, el pastoreo y el incremento de la agricultura reducen y fragmentan sus hábitats. La introducción de depredadores exóticos al ambiente es también una amenaza grave en el caso de especies insulares y la captura ilegal para aves de jaula ha reducido significativamente la población de otras.
De acuerdo con la Unión Internacional para la Conservación de la Naturaleza (IUCN), la situación de conservación en el mes de noviembre de 2023, de las 410 especies listadas por Birdlife International y Aves del Mundo, es la siguiente:
- EX Extinta: ninguna especie.
- CR Críticamente amenazada: seis especies (1,2% de los tráupidos); los endemismos de Galápagos pinzón de Darwin modesto (Camarhynchus pauper) y pinzón de Darwin manglero (Camarhynchus heliobates); el endemismo brasileño tangara golirroja (Nemosia rourei), el endemismo de la isla de Gough yal de Gough (Rowettia goughensis), el endemismo de la isla del Ruiseñor yal de Wilkins (Nesospiza wilkinsi) y el semillero de San Cristóbal Melopyrrha grandis, endémico de la isla de San Cristóbal, considerado por algunos como extinto.[8]
- EN Amenazadas de extinción: once especies 2,7 % de los tráupidos); incluyendo los endemismos peruanos, tangara dorsidorada (Cnemathraupis aureodorsalis),  monterita de Cajamarca (Microspingus alticola) y monterita pechirrufa (Poospiza rubecula); los endemismos brasileños tangara picuda (Conothraupis mesoleuca) y argentino-brasileño semillero del Iberá (Sporophila iberaensis); el endemismo venezolano pinchaflor venezolano (Diglossa venezuelensis), el endemismo colombiano tangara pechifulva (Dubusia carrikeri), el endemismo de  Santa Lucía semillero de Santa Lucía (Melanospiza richardsoni), los semilleros picón (Sporophila maximiliani) y palustre (Sporophila palustris) y el cardenal amarillo (Gubernatrix cristata).
- VU Vulnerables: 30 especies (7,4% de los tráupidos).
- NT Casi amenazadas: 26 especies (6,4% de los tráupidos).
- LC Preocupación menor: 336 especies (81,9% de los tráupidos).
- DD Datos insuficientes: 1 especie, el semillero del Duida (Emberizoides duidae).

## Historia taxonómica y relaciones filogenéticas
Tradicionalmente, desde los años 1970, la familia contenía alrededor de 240 especies, la mayoría frugívoros brillantemente coloridos. A medida que los estudios de estas aves utilizando modernas técnicas de genética molecular avanzaron, se volvió evidente que la clasificación tradicional con base principalmente en la morfología no reflejaba las verdaderas relaciones y se demostró que muchas de las familias no eran monofiléticas. Actualmente, dentro de la superfamilia Passeroidea, Thraupidae es la mayor familia dentro de la radiación del Nuevo Mundo denominada como «óscinos de nueve primarias». Probablemente es hermana de la familia Cardinalidae, un parentesco que recibe fuerte suporte de diversos estudios usando modernas técnicas moleculares (Yuri & Mindell (2002), Ericson et al. (2003b), Ericson & Johansson (2003), Klicka et al. (2007), Alström et al. (2008), Barker et al. (2013)). Thraupidae y Cardinalidae forman un par probablemente hermano de una familia recientemente reconocida, Mitrospingidae, cuyos géneros miembros hacían parte de la presente. 
La diversidad morfológica de la familia se ha incrementado enormemente con la reciente transferencia de géneros tradicionalmente colocados en Emberizidae con base en los estudios de Burns et al. (2002), (2003); Klicka et al. (2007) y Campagna et al. (2011). La Propuesta No 512 al Comité de Clasificación de Sudamérica (SACC) de noviembre de 2011, aprobó la transferencia de una gran cantidad de géneros de Emberizidae para Thraupidae.
Otro caso ejemplar es el platanero Coereba flaveola, una especie cuyas relaciones fueron inciertas por mucho tiempo y que ya fue colocado en una familia propia. Ahora se confirma que está embutido dentro de Thraupidae como parte de un clado que incluye diversos semilleros, un testimonio de la rápida evolución de la morfología del pico de esta familia. (Klicka et al.(2007), Alström et al. (2008), Barker et al.  (2013), Burns et al. (2014).
Los géneros Mitrospingus, Orthogonys y Lamprospiza fueron separados en una nueva familia Mitrospingidae; los géneros Phaenicophilus, el grupo de tangaras caribeñas de los géneros Nesospingus, Spindalis y Calyptophilus y el género Rhodinocichla fueron separadas en familias nuevas o resucitadas Phaenicophilidae, Nesospingidae, Spindalidae, Calyptophilidae y Rhodinocichlidae respectivamente, siguiendo los estudio de genética molecular de Barker et al. (2013) (2015).
Más anteriormente, las especies de los géneros Euphonia y Chlorophonia se consideraban parte de esta familia; ahora se clasifican dentro de la familia Fringillidae, en una subfamilia propia (Euphoniinae), de acuerdo con la Propuesta No 29 al SACC con base en datos genéticos de Burns (1997),  Burns et al. (2002), Klicka et al. (2000), Sato et al. (2001),  y Yuri & Mindell (2002).
De la misma forma, se demostró que los géneros Piranga, Chlorothraupis y Habia también anteriormente incluidos en la presente, son miembros de la familia Cardinalidae, para donde fueron transferidos.
Los géneros Oreothraupis y Chlorospingus eran antes incluido en Thraupidae, en Emberizidae o en Cardinalidae, pero los datos genéticos lo sitúan en Passerellidae.
En los años 2010, publicaciones de filogenias completas de grandes conjuntos de especies de la familia Thraupidae basadas en muestreos genéticos, permitieron comprobar que muchos de los géneros tradicionales de la presente familia no eran monofiléticos. Como resultado de los estudios, y los complementos de Burns et al (2016) fueron introducidos seis nuevos géneros, once géneros fueron resucitados y siete géneros fueron sinonimizados. Los profundos cambios fueron reconocidos en la Propuesta No 730 al SACC.
Un ejemplo de la amplitud y profundidad de los cambios taxonómicos, es el tradicional género Hemispingus, que consistía en una colección de tráupidos andinos, de plumaje bastante apagado y picos insectívoros, pero que realmente se diferenciaban en las vocalizaciones y en el comportamiento, por lo que desde antes ya se sostenía que el género era altamente polifilético. Como resultado de los análisis genéticos las doce especies que lo integraban fueron distribuidas en seis géneros diferentes, inclusive la especie tipo, transformándose en un sinónimo de Thlypopsis.
En los estudios de Burns et al. (2014) se propuso la reorganización de la secuencia filogenética de la presente familia y la división en quince clados o subfamilias, secuencia que todavía no ha sido formalizada por las principales clasificaciones.

## Géneros

### Lista sistemática de géneros y especies
Según las clasificaciones del Congreso Ornitológico Internacional (IOC) y Clements Checklist/eBird v.2021, la familia agrupa a los siguientes géneros y especies, con las diferencias taxonómicas entre dichas clasificaciones comentadas en Notas taxonómicas, así como también de las clasificaciones Aves del Mundo (HBW) y Birdlife International (BLI). Los taxones para los cuales no hay completo acuerdo sobre su categoría de especie plena o de subespecie, exhiben el nombre de la nominal entre paréntesis. La secuencia filogénica precisa ser revisada de acuerdo con el  Comité de Clasificación de Sudamérica (SACC) de la Sociedad Americana de Ornitología. Los nombres en español son los adoptados por la Sociedad Española de Ornitología (SEO), o los atribuidos por Aves del Mundo.

#### Subfamilia Charitospizinae
| Imagen | Género / Autor                | Especies / Nombres comunes                   |
| ------ | ----------------------------- | -------------------------------------------- |
|        | Charitospiza Oberholser, 1905 | - Charitospiza eucosma – monterita crestada. |

#### Subfamilia Catamblyrhynchinae
| Imagen | Género / Autor                    | Especies / Nombres comunes                   |
| ------ | --------------------------------- | -------------------------------------------- |
|        | Catamblyrhynchus Lafresnaye, 1842 | - Catamblyrhynchus diadema – tangara peluda. |

#### Subfamilia Orchesticinae
| Imagen |                              | Especies / Nombres comunes                        |
| ------ | ---------------------------- | ------------------------------------------------- |
|        | Parkerthraustes Remsen, 1997 | - Parkerthraustes humeralis – picogrueso humeral. |
|        | Orchesticus Cabanis, 1851    | - Orchesticus abeillei – tangara parda.           |

#### Subfamilia Nemosiinae
| Imagen | Género / Autor                | Especies / Nombres comunes                                                     |
| ------ | ----------------------------- | ------------------------------------------------------------------------------ |
|        | Nemosia Vieillot, 1816        | - Nemosia pileata – tangara encapuchada; - Nemosia rourei – tangara golirroja. |
|        | Cyanicterus Bonaparte, 1850   | - Cyanicterus cyanicterus – tangara dorsiazul.                                 |
|        | Compsothraupis Richmond, 1915 | - Compsothraupis loricata – tangara gorjirroja.                                |
|        | Sericossypha Lesson, 1844     | - Sericossypha albocristata – tangara coroniblanca.                            |

#### Subfamilia Emberizoidinae
| Imagen | Género / Autor               | Especies / Nombres comunes |
| ------ | ---------------------------- | --- |
|        | Coryphaspiza G.R. Gray, 1840 | - Coryphaspiza melanotis – cachilo enmascarado.                                                                                  |
|        | Embernagra Lesson, 1831      | - Embernagra platensis – coludo verdón; - Embernagra longicauda – coludo gorjipálido.                                            |
|        | Emberizoides Temminck, 1822  | - Emberizoides herbicola – coludo colicuña; - Emberizoides duidae – coludo del Duida; - Emberizoides ypiranganus – coludo chico. |

#### Subfamilia Porphyrospizinae
| Imagen | Género / Autor                             | Especies / Nombres comunes |
| ------ | ------------------------------------------ | --- |
|        | Incaspiza Ridgway, 1898                    | - Incaspiza pulchra – incaspiza alirrufo; - Incaspiza personata – incaspiza dorsirrufo; - Incaspiza ortizi – incaspiza aligrís; - Incaspiza laeta – incaspiza bigotudo; - Incaspiza watkinsi – incaspiza chico. |
|        | Rhopospina Cabanis, 1851                   | - Rhopospina fruticeti – yal pechinegro. |
|        | Porphyrospiza P. L. Sclater & Salvin, 1873 | - Porphyrospiza caerulescens – yal azul; - Porphyrospiza carbonaria – yal carbonero; - Porphyrospiza alaudina – yal platero.                                                                                    |

#### Subfamilia Hemithraupinae
| Imagen | Género / Autor                 | Especies / Nombres comunes |
| ------ | ------------------------------ | --- |
|        | Iridophanes Ridgway, 1901      | - Iridophanes pulcherrimus – mielerito collarejo.                                                                                         |
|        | Chlorophanes Reichenbach, 1853 | - Chlorophanes spiza – mielerito verde.                                                                                                   |
|        | Chrysothlypis Berlepsch, 1912  | - Chrysothlypis chrysomelas – tangara negriamarilla; - Chrysothlypis salmoni – tangara rojiblanca.                                        |
|        | Heterospingus Ridgway, 1898    | - Heterospingus rubrifrons – tangara lomiazufrada; - Heterospingus xanthopygius – tangara cejirroja.                                      |
|        | Hemithraupis Cabanis, 1850     | - Hemithraupis guira – tangara güirá; - Hemithraupis ruficapilla – tangara cabecirrufa; - Hemithraupis flavicollis – tangara gorgigualda. |

#### Subfamilia Dacninae
| Imagen            | Género / Autor             | Especies / Nombres comunes |
| ----------------- | -------------------------- | --- |
|                   | Tersina Vieillot, 1819     | - Tersina viridis – tangara golondrina. |
| Cyanerpes cyaneus | Cyanerpes Oberholser, 1899 | - Cyanerpes nitidus – mielerito piquicorto; - Cyanerpes lucidus – mielerito reluciente; - Cyanerpes caeruleus – mielerito cerúleo; - Cyanerpes cyaneus – mielerito patirrojo. |
|                   | Dacnis Cuvier, 1816        | - Dacnis albiventris – dacnis ventriblanco; - Dacnis lineata – dacnis carinegro; - Dacnis egregia – dacnis egregio; - Dacnis flaviventer – dacnis ventriamarillo; - Dacnis hartlaubi – dacnis turquesa; - Dacnis nigripes – dacnis patinegro; - Dacnis venusta – dacnis muslirrojo; - Dacnis cayana – dacnis azul; - Dacnis viguieri – dacnis verdoso; - Dacnis berlepschi – dacnis pechirrojo. |

#### Subfamilia Saltatorinae
| Imagen | Género / Autor                | Especies / Nombres comunes |
| ------ | ----------------------------- | --- |
|        | Saltatricula Burmeister, 1861 | - Saltatricula multicolor – pepitero chico; - Saltatricula atricollis – pepitero gorjinegro. |
|        | Saltator Vieillot, 1816       | - Saltator maximus – pepitero gorjicanelo; - Saltator atripennis – pepitero alinegro; - Saltator atriceps – pepitero cabecinegro; - Saltator orenocensis – pepitero del Orinoco; - Saltator coerulescens – pepitero grisáceo; - Saltator grandis – pepitero ventricanelo; - Saltator olivascens – pepitero oliváceo; - Saltator striatipectus – pepitero listado; - Saltator albicollis – pepitero antillano; - Saltator similis – pepitero verdoso; - Saltator nigriceps – pepitero capuchinegro; - Saltator maxillosus – pepitero picudo; - Saltator aurantiirostris – pepitero piquigualdo; - Saltator cinctus – pepitero enmascarado; - Saltator grossus – pepitero pizarroso; - Saltator fuliginosus – pepitero pizarroso. |

#### Subfamilia Coerebinae
| Imagen | Género / Autor                        | Especies / Nombres comunes |
| ------ | ------------------------------------- | --- |
|        | Coereba Vieillot, 1809                | - Coereba flaveola – platanero. |
|        | Tiaris Swainson, 1827                 | - Tiaris olivaceus – semillero tomeguín. |
|        | Euneornis Fitzinger, 1856             | - Euneornis campestris – semillero azulillo. |
|        | Melopyrrha Bonaparte, 1853            | - Melopyrrha portoricensis – semillero puertorriqueño; - Melopyrrha grandis – semillero de Saint Kitts; - Melopyrrha nigra – semillero negrito; - Melopyrrha taylori – semillero de Gran Caimán; - Melopyrrha violacea – semillero prieto. |
|        | Loxipasser Bryant, 1866               | - Loxipasser anoxanthus – semillero jamaicano. |
|        | Phonipara Bonaparte, 1850             | - Phonipara canora – tomeguín del pinar. |
|        | Loxigilla Lesson, 1831                | - Loxigilla noctis – semillero gorjirrojo; - Loxigilla barbadensis – semillero de Barbados. |
|        | Melanospiza Ridgway, 1897             | - Melanospiza richardsoni – semillero de Santa Lucía; - Melanospiza bicolor – semillero bicolor. |
|        | Asemospiza Burns, Unitt & Mason, 2016 | - Asemospiza fuliginosa – semillero fuliginoso; - Asemospiza obscura – semillero oscuro. |
|        | Certhidea Gould, 1837                 | - Certhidea olivacea – pinzón de Darwin oliváceo; - Certhidea fusca – pinzón de Darwin gris. |
|        | Platyspiza Ridgway, 1897              | - Platyspiza crassirostris – pinzón de Darwin vegetariano. |
|        | Pinaroloxias Sharpe, 1885             | - Pinaroloxias inornata – pinzón de Darwin de la Cocos. |
|        | Camarhynchus Gould, 1837              | - Camarhynchus pallidus – pinzón de Darwin carpintero; - Camarhynchus psittacula – pinzón de Darwin lorito; - Camarhynchus pauper – pinzón de Darwin modesto; - Camarhynchus parvulus – pinzón de Darwin chico; - Camarhynchus heliobates – pinzón de Darwin manglero. |
|        | Geospiza Gould, 1837                  | - Geospiza fuliginosa – pinzón de Darwin fuliginoso; - Geospiza magnirostris – pinzón de Darwin picogordo; - Geospiza septentrionalis – pinzón de Darwin chupasangre; - Geospiza acutirostris – pinzón de Darwin picofino de Genovesa; - Geospiza difficilis – pinzón de Darwin picofino; - Geospiza scandens – pinzón de Darwin de los cactos; - Geospiza fortis – pinzón de Darwin picomediano; - Geospiza conirostris – pinzón de Darwin conirrostro; - Geospiza propinqua – pinzón de Darwin picogrueso de Genovesa. |

#### Subfamilia Tachyphoninae
| Imagen | Género / Autor                                               | Especies / Nombres comunes |
| ------ | ------------------------------------------------------------ | --- |
|        | Conothraupis P.L. Sclater, 1880                              | - Conothraupis speculigera – tangara albinegra; - Conothraupis mesoleuca – tangara picuda. |
|        | Volatinia Reichenbach, 1850                                  | - Volatinia jacarina – semillero volatinero. |
|        | Creurgops P.L. Sclater, 1858                                 | - Creurgops dentatus – tangara pizarrosa; - Creurgops verticalis – tangara crestirrufa. |
|        | Trichothraupis Cabanis, 1850                                 | - Trichothraupis melanops – tangara de anteojos. |
|        | Heliothraupis Lane, Burns, L.B. Klicka & Price-Waldman, 2021 | - Heliothraupis oneilli – tangara inti. |
|        | Eucometis P.L. Sclater, 1856                                 | - Eucometis penicillata – tangara cabecigrís. |
|        | Loriotus Jarocki, 1821                                       | - Loriotus cristatus – tangara crestifuego; - Loriotus rufiventer – tangara crestiamarilla; - Loriotus luctuosus – tangara luctuosa. |
|        | Coryphospingus Cabanis, 1850                                 | - Coryphospingus pileatus – soldadito capirotado; - Coryphospingus cucullatus – soldadito crestirrojo. |
|        | Lanio Vieillot, 1816                                         | - Lanio aurantius – tangara gorjinegra; - Lanio leucothorax – tangara gorjiblanca; - Lanio fulvus – tangara fulva; - Lanio versicolor – tangara aliblanca. |
|        | Rhodospingus Sharpe, 1888                                    | - Rhodospingus cruentus – soldadito carmesí. |
|        | Tachyphonus Vieillot, 1816                                   | - Tachyphonus surinamus – tangara crestifulva; - Tachyphonus delatrii – tangara de Delattre; - Tachyphonus coronatus – tangara coronada; - Tachyphonus rufus – tangara negra; - Tachyphonus phoenicius – tangara de galones. |
|        | Ramphocelus Desmarest, 1805                                  | - Ramphocelus sanguinolentus – tangara acollarada; - Ramphocelus flammigerus – tangara flamígera; - Ramphocelus (flammigerus) icteronotus – tangara culigualda; - Ramphocelus passerinii – tangara terciopelo; - Ramphocelus (passerinii) costaricensis – tangara costarricense; - Ramphocelus bresilius – tangara brasileña; - Ramphocelus carbo – tangara picoplata; - Ramphocelus melanogaster – tangara del Huallaga; - Ramphocelus nigrogularis – tangara enmascarada; - Ramphocelus dimidiatus – tangara dorsirroja. |

#### Subfamilia Sporophilinae
| Imagen | Género / Autor           | Especies / Nombres comunes |
| ------ | ------------------------ | --- |
|        | Sporophila Cabanis, 1844 | - Sporophila bouvronides – semillero de Lesson; - Sporophila lineola – semillero overo; - Sporophila leucoptera – semillero ventriblanco; - Sporophila peruviana – semillero peruano; - Sporophila telasco – semillero gorjicastaño; - Sporophila simplex – semillero simple; - Sporophila castaneiventris – semillero ventricastaño; - Sporophila minuta – semillero pechirrufa; - Sporophila nigrorufa – semillero rojinegro; - Sporophila bouvreuil – semillero capinegro; - Sporophila pileata – semillero capirotado; - Sporophila hypoxantha – semillero ventricanela; - Sporophila ruficollis – semillero gorjioscuro; - Sporophila iberaensis – semillero del Iberá; - Sporophila palustris – semillero palustre; - Sporophila hypochroma – semillero culirrufo; - Sporophila cinnamomea – semillero castaño; - Sporophila melanogaster – semillero ventrinegro; - Sporophila funerea – semillero piquigrueso; - Sporophila angolensis – semillero curió; - Sporophila nuttingi – semillero nicaragüense; - Sporophila maximiliani – semillero de Maximilian; - Sporophila crassirostris – semillero piquigrande; - Sporophila atrirostris – semillero piquinegro; - Sporophila corvina – semillero variable; - Sporophila (corvina) ophthalmica – semillero pechinegro; - Sporophila intermedia – semillero intermedio; - Sporophila americana – semillero aliblanco; - Sporophila morelleti – semillero de Morelet; - Sporophila torqueola – semillero cuelliblanco; - Sporophila fringilloides – semillero nuquiblanco; - Sporophila luctuosa – semillero negriblanco; - Sporophila nigricollis – semillero ventriamarillo; - Sporophila ardesiaca – semillero de Dubois; - Sporophila caerulescens – semillero corbatita; - Sporophila schistacea – semillero pizarroso; - Sporophila falcirostris – semillero picudo; - Sporophila frontalis – semillero frentiblanco; - Sporophila plumbea – semillero plomizo; - Sporophila beltoni – semillero arriero; - Sporophila collaris – semillero acollarado; - Sporophila albogularis – semillero gorjiblanco. |

#### Subfamilia Poospizinae
| Imagen | Género / Autor                            | Especies / Nombres comunes |
| ------ | ----------------------------------------- | --- |
|        | Piezorina Lafresnaye, 1843                | - Piezorina cinerea – yal cinéreo. |
|        | Xenospingus Cabanis, 1867                 | - Xenospingus concolor – yal picofino. |
|        | Cnemoscopus Bangs & Penard, 1919          | - Cnemoscopus rubrirostris – tangara capuchigrís; - Cnemoscopus (rubrirostris) chrysogaster – tangara ventrigualdo. |
|        | Pseudospingus Berlepsch & Stolzmann, 1896 | - Pseudospingus verticalis – hemispingo cabecinegro; - Pseudospingus xanthophthalmus – hemispingo modesto. |
|        | Poospiza Cabanis, 1847                    | - Poospiza goeringi – hemispingo dorsigrís; - Poospiza rufosuperciliaris – hemispingo cejirufo; - Poospiza boliviana – monterita boliviana; - Poospiza ornata – monterita canela; - Poospiza whitii – monterita sietevestidos andina; - Poospiza nigrorufa – monterita sietevestidos; - Poospiza rubecula – monterita pechirrufa; - Poospiza hispaniolensis – monterita collareja; - Poospiza garleppi – monterita de Cochabamba; - Poospiza baeri – monterita de Tucumán. |
|        | Kleinothraupis Burns, Unitt & Mason, 2016 | - Kleinothraupis reyi – hemispingo coronigrís; - Kleinothraupis atropileus – hemispingo capirotado; - Kleinothraupis (atropileus) auricularis – hemispingo cejiblanco; - Kleinothraupis calophrys – hemispingo de los bambúes; - Kleinothraupis parodii – hemispingo de Parodi; |
|        | Sphenopsis P.L. Sclater, 1862             | - Sphenopsis frontalis – hemispingo oleaginoso; - Sphenopsis melanotis – hemispingo orejinegro; - Sphenopsis (melanotis) ochracea – hemispingo ocráceo; - Sphenopsis (melanotis) piurae – hemispingo de Piura; |
|        | Thlypopsis Cabanis, 1851                  | - Thlypopsis sordida – tangara cabecinaranja; - Thlypopsis inornata – tangara sencilla; - Thlypopsis fulviceps – tangara cabecifulva; - Thlypopsis pyrrhocoma – tangara pioró; - Thlypopsis ruficeps – tangara alisera; - Thlypopsis superciliaris – hemispingo cejudo; - Thlypopsis ornata – tangara pechicanela; - Thlypopsis pectoralis – tangara pectoral. |
|        | Castanozoster Burns, Unitt & Mason, 2016  | - Castanozoster thoracicus – monterita pectoral. |
|        | Donacospiza Cabanis, 1851                 | - Donacospiza albifrons – cachilo canela. |
|        | Cypsnagra Lesson, 1831                    | - Cypsnagra hirundinacea – bandoleta. |
|        | Poospizopsis Berlepsch, 1893              | - Poospizopsis caesar – monterita pechicastaña; - Poospizopsis hypocondria – monterita collareja. |
|        | Nephelornis Lowery & Tallman, 1976        | - Nephelornis oneilli – pardusco. |
|        | Urothraupis Taczanowski y Berlepsch, 1885 | - Urothraupis stolzmanni – tangara de Stolzmann. |
|        | Microspingus Taczanowski, 1874            | - Microspingus alticola – monterita de Cajamarca; - Microspingus erythrophrys – monterita cejirrufa; - Microspingus lateralis – monterita culirrufa; - Microspingus cabanisi – monterita de Cabanis; - Microspingus torquatus – monterita acollarada; - Microspingus (torquatus) pectoralis – monterita pectoral; - Microspingus melanoleucus – monterita cabecinegra; - Microspingus cinereus – monterita cinérea; - Microspingus trifasciatus – hemispingo trilistado.   |

#### Subfamilia Diglossinae
| Imagen | Género / Autor                           | Especies / Nombres comunes |
| ------ | ---------------------------------------- | --- |
|        | Conirostrum d'Orbigny & Lafresnaye, 1838 | - Conirostrum bicolor – conirrostro bicolor; - Conirostrum margaritae – conirrostro pechigrís; - Conirostrum speciosum – conirrostro culirrufo; - Conirostrum leucogenys – conirrostro orejiblanco; - Conirostrum binghami – conirrostro gigante; - Conirostrum ferrugineiventre – conirrostro cejiblanco; - Conirostrum sitticolor – conirrostro dorsiazul; - Conirostrum albifrons – conirrostro coronado; - Conirostrum tamarugense – conirrostro de tamarugal; - Conirostrum rufum – conirrostro rufo; - Conirostrum cinereum – conirrostro cinéreo; - Conirostrum (cinereum) fraseri – conirrostro ocráceo. |
|        | Phrygilus Cabanis, 1844                  | - Phrygilus atriceps – yal cabecinegro; - Phrygilus punensis – yal peruano; - Phrygilus gayi – yal cabecigrís; - Phrygilus patagonicus – yal patagón. |
|        | Nesospiza Cabanis, 1873                  | - Nesospiza acunhae – yal de la Inaccesible; - Nesospiza questi – yal de la Nightingale; - Nesospiza wilkinsi – yal de Wilkins. |
|        | Rowettia Lowe, 1923                      | - Rowettia goughensis – yal de Gough. |
|        | Melanodera Bonaparte, 1850               | - Melanodera melanodera – yal cejiblanco; - Melanodera xanthogramma – yal cejiamarillo. |
|        | Sicalis F. Boie, 1828                    | - Sicalis citrina – chirigüe citrino; - Sicalis lutea – chirigüe puneño; - Sicalis uropygialis – chirigüe culigualdo; - Sicalis luteocephala – chirigüe cabecigualdo; - Sicalis auriventris – chirigüe grande; - Sicalis olivascens – chirigüe oliváceo; - Sicalis mendozae – chirigüe de monte; - Sicalis lebruni – chirigüe austral; - Sicalis columbiana – chirigüe frentinaranja; - Sicalis flaveola – chirigüe azafranado; - Sicalis luteola – chirigüe sabanero; - Sicalis raimondii – chirigüe de Raimondi; - Sicalis taczanowskii – chirigüe de Taczanowski. |
|        | Xenodacnis Cabanis, 1873                 | - Xenodacnis parina – dacnis andino, - Xenodacnis (parina) petersi – dacnis andino norteño. |
|        | Idiopsar Cassin, 1867                    | - Idiopsar dorsalis – yal dorsirrojo; - Idiopsar erythronotus – yal gorjiblanco; - Idiopsar brachyurus – yal colicorto; - Idiopsar speculifer – diuca aliblanca. |
|        | Geospizopsis Bonaparte, 1856             | - Geospizopsis unicolor – yal plomizo; - Geospizopsis plebejus – yal plebeyo. |
|        | Haplospiza Cabanis, 1851                 | - Haplospiza unicolor – yal unicolor; - Haplospiza rustica – yal pizarroso. |
|        | Acanthidops Ridgway, 1882                | - Acanthidops bairdii – yal costarricense. |
|        | Catamenia Bonaparte, 1850                | - Catamenia analis – semillero colifajado; - Catamenia inornata – semillero sencillo; - Catamenia homochroa – semillero paramero. |
|        | Diglossa Wagler, 1832                    | - Diglossa gloriosissima – pinchaflor ventrirrufo; - Diglossa lafresnayii – pinchaflor satinado; - Diglossa mystacalis – pinchaflor bigotudo; - Diglossa gloriosa – pinchaflor de Mérida; - Diglossa humeralis – pinchaflor negro; - Diglossa brunneiventris – pinchaflor gorjinegro; - Diglossa carbonaria – pinchaflor carbonero; - Diglossa venezuelensis – pinchaflor venezolano; - Diglossa albilatera – pinchaflor flanquiblanco; - Diglossa duidae – pinchaflor del Duida; - Diglossa major – pinchaflor grande; - Diglossa indigotica – pinchaflor índigo; - Diglossa baritula – pinchaflor ventricanelo; - Diglossa plumbea – pinchaflor plomizo; - Diglossa sittoides – pinchaflor ferrugíneo; - Diglossa glauca – pinchaflor glauco; - Diglossa caerulescens – pinchaflor azulado; - Diglossa cyanea – pinchaflor enmascarado. |

#### Subfamilia Thraupinae
| Imagen | Género / Autor                             | Especies / Nombres comunes |
| ------ | ------------------------------------------ | --- |
|        | Calochaetes P.L. Sclater, 1879             | - Calochaetes coccineus – tangara bermellón. |
|        | Iridosornis Lesson, 1844                   | - Iridosornis porphyrocephalus – tangara capiazul; - Iridosornis analis – tangara goliamarilla; - Iridosornis jelskii – tangara de Jelski; - Iridosornis rufivertex – tangara coronidorada; - Iridosornis reinhardti – tangara de Reinhardt. |
|        | Pipraeidea Swainson, 1827                  | - Pipraeidea melanonota – tangara de antifaz. |
|        | Rauenia Wolters, 1981                      | - Rauenia bonariensis – tangara naranjera; - Rauenia (bonariensis) darwinii – tangara de Darwin. |
|        | Pseudosaltator Burns, Unitt & Mason, 2016  | - Pseudosaltator rufiventris – pepitero colorado. |
|        | Dubusia Bonaparte, 1850                    | - Dubusia taeniata – tangara pechifulva; - Dubusia (taeniata) carrikeri – tangara pechifulva de Carriker; - Dubusia (taeniata) stictocephala – tangara pechifulva sureña; - Dubusia castaneoventris – tangara ventricastaña. |
|        | Sporathraupis Ridgway, 1898                | - Sporathraupis cyanocephala – tangara coroniazul. |
|        | Buthraupis Cabanis, 1850                   | - Buthraupis montana – tangara montana. |
|        | Tephrophilus R.T. Moore, 1934              | - Tephrophilus wetmorei – tangara de Wetmore. |
|        | Chlorornis Reichenbach, 1850               | - Chlorornis riefferii – tangara lorito. |
|        | Cnemathraupis T.E. Penard, 1919            | - Cnemathraupis eximia – tangara dorsiverde; - Cnemathraupis aureodorsalis – tangara dorsidorada. |
|        | Anisognathus Reichenbach, 1850             | - Anisognathus melanogenys – tangara de Santa Marta; - Anisognathus lacrymosus – tangara lacrimosa; - Anisognathus igniventris – tangara ventriescarlata; - Anisognathus (igniventris) lunulatus – tangara ventriescarlata (lunulatus) - Anisognathus somptuosus – tangara aliazul; - Anisognathus (somptuosus) flavinucha – tangara aliazul boliviana; - Anisognathus notabilis – tangara barbinegra. |
|        | Wetmorethraupis Lowery & O'Neill, 1964     | - Wetmorethraupis sterrhopteron – tangara golinaranja. |
|        | Bangsia T.E. Penard, 1919                  | - Bangsia arcaei – tangara de Arcé; - Bangsia melanochlamys – tangara negrigualda; - Bangsia rothschildi – tangara de Rothschild; - Bangsia edwardsi – tangara de Edwards; - Bangsia aureocincta – tangara del Tatamá; - Bangsia flavovirens – clorospingo verdiamarillo. |
|        | Chlorochrysa Bonaparte, 1851               | - Chlorochrysa phoenicotis – tangara verde; - Chlorochrysa calliparaea – tangara orejinaranja; - Chlorochrysa (calliparaea) fulgentissima – tangara gorjiazul; - Chlorochrysa nitidissima – tangara multicolor. |
|        | Lophospingus Cabanis, 1878                 | - Lophospingus pusillus – soldadito común; - Lophospingus griseocristatus – soldadito gris. |
|        | Neothraupis Hellmayr, 1936                 | - Neothraupis fasciata – tangara bandeada. |
|        | Gubernatrix Lesson, 1837                   | - Gubernatrix cristata – cardenal amarillo. |
|        | Diuca Reichenbach, 1850                    | - Diuca diuca – diuca común. |
|        | Stephanophorus Strickland, 1841            | - Stephanophorus diadematus – tangara diademada. |
|        | Cissopis Vieillot, 1816                    | - Cissopis leverianus – tangara urraca. |
|        | Schistochlamys Reichenbach, 1850           | - Schistochlamys ruficapillus – tangara canelo; - Schistochlamys melanopis – tangara carinegra. |
|        | Paroaria Bonaparte, 1832                   | - Paroaria coronata – cardenilla crestada; - Paroaria dominicana – cardenilla dominica; - Paroaria nigrogenis – cardenilla enmascarada; - Paroaria gularis – cardenilla capirroja; - Paroaria baeri – cardenilla frentirroja; - Paroaria capitata – cardenilla piquigualda. |
|        | Ixothraupis Bonaparte, 1851                | - Ixothraupis varia – tangara manchada; - Ixothraupis rufigula – tangara golirrufa; - Ixothraupis guttata – tangara pintoja; - Ixothraupis xanthogastra – tangara ventriamarilla; - Ixothraupis punctata – tangara puntosa. |
|        | Chalcothraupis Bonaparte, 1851             | - Chalcothraupis ruficervix – tangara nuquigualda; - Chalcothraupis (ruficervix) fulvicervix – tangara nuquirrufa. |
|        | Thraupis F. Boie, 1826                     | - Thraupis episcopus – tangara azuleja; - Thraupis sayaca – tangara sayaca; - Thraupis glaucocolpa – tangara glauca; - Thraupis cyanoptera – tangara cianóptera; - Thraupis ornata – tangara adornada; - Thraupis abbas – tangara alimarilla; - Thraupis palmarum – tangara palmera. |
|        | Poecilostreptus Burns, Unitt & Mason, 2016 | - Poecilostreptus cabanisi – tangara chiapaneca; - Poecilostreptus palmeri – tangara grisdorada. |
|        | Stilpnia Burns, Unitt & Mason, 2016        | - Stilpnia cyanoptera – tangara cabecinegra; - Stilpnia (cyanoptera) whitelyi – tangara capuchinegra; - Stilpnia viridicollis – tangara dorsiplateada; - Stilpnia heinei – tangara coroninegra; - Stilpnia argyrofenges – tangara dorsipajiza; - Stilpnia phillipsi – tangara del Sira; - Stilpnia peruviana – tangara dorsinegra; - Stilpnia preciosa – tangara preciosa; - Stilpnia meyerdeschauenseei – tangara coroniverde; - Stilpnia cayana – tangara isabel; - Stilpnia (cayana) flava – tangara isabel sureña; - Stilpnia cucullata – tangara antillana; - Stilpnia (cucullata) versicolor – tangara de San Vicente; - Stilpnia vitriolina – tangara matorralera; - Stilpnia nigrocincta – tangara pechinegra; - Stilpnia larvata – tangara cabecidorada; - Stilpnia cyanicollis – tangara cabeciazul. |
|        | Tangara Brisson, 1760                      | - Tangara vassorii – tangara azulinegra; - Tangara (vassorii) atrocoerulea – tangara azulinegra moteada; - Tangara nigroviridis – tangara de lentejuelas; - Tangara dowii – tangara caripinta; - Tangara fucosa – tangara nuquiverde; - Tangara labradorides – tangara verdinegra; - Tangara cyanotis – tangara cejiazul; - Tangara inornata – tangara cenicienta; - Tangara mexicana – tangara turquesa; - Tangara brasiliensis – tangara ventriblanca; - Tangara chilensis – tangara del paraíso; - Tangara velia – tangara velia; - Tangara (velia) cyanomelas – tangara pechiplateada; - Tangara callophrys – tangara opalina; - Tangara seledon – tangara arcoíris; - Tangara fastuosa – tangara sietecolores; - Tangara cyanocephala – tangara militar; - Tangara desmaresti – tangara de Desmarest; - Tangara cyanoventris – tangara ventriazul; - Tangara lavinia – tangara alirrufa; - Tangara gyrola – tangara cabecirroja; - Tangara rufigenis – tangara carirrufa; - Tangara chrysotis – tangara orejidorada; - Tangara xanthocephala – tangara coronigualda; - Tangara parzudakii – tangara carafuego; - Tangara (parzudakii) lunigera – tangara carigualda; - Tangara schrankii – tangara de Schrank; - Tangara johannae – tangara bigotuda; - Tangara arthus – tangara dorada (pechicastaña); - Tangara (arthus) aurulenta – tangara dorada; - Tangara florida – tangara florida; - Tangara icterocephala – tangara goliplateada. |